# العلاقات اللاتفية الليتوانية
العلاقات اللاتفية الليتوانية هي العلاقات الثنائية التي تجمع بين لاتفيا وليتوانيا.

## مقارنة بين البلدين
هذه مقارنة عامة ومرجعية للدولتين:
| وجه المقارنة                                              | لاتفيا                                             | ليتوانيا                                                    |
| --------------------------------------------------------- | -------------------------------------------------- | ----------------------------------------------------------- |
| المساحة (كم2)                                             | 64.59 ألف                                          | 65.30 ألف                                                   |
| عدد السكان (نسمة)                                         | 1.93 مليون                                         | 2.79 مليون                                                  |
| الكثافة السكانية (ن./كم²)                                 | 29.88                                              | 42.73                                                       |
| العاصمة                                                   | ريغا                                               | فيلنيوس، كاوناس                                             |
| اللغة الرسمية                                             | اللغة اللاتفية                                     | اللغة الليتوانية                                            |
| العملة                                                    | يورو، لاتس لاتفي، الروبل اللاتفي ‏، الروبل اللاتفي ‏ | ليتاس ليتواني، يورو                                         |
| الناتج المحلي الإجمالي (بليون دولار)                      | 30.26 مليار                                        | 47.17 مليار                                                 |
| الناتج المحلي الإجمالي (تعادل القوة الشرائية) بليون دولار | 49.24 مليار                                        | 84.06 مليار                                                 |
| الناتج المحلي الإجمالي الاسمي للفرد دولار أمريكي          | 14.06 ألف                                          | 14.15 ألف                                                   |
| الناتج المحلي الإجمالي للفرد دولار أمريكي                 | 23.55 ألف                                          | 27.69 ألف                                                   |
| مؤشر التنمية البشرية                                      | 0.819                                              | 0.839                                                       |
| رمز المكالمات الدولي                                      | +371                                               | +370                                                        |
| رمز الإنترنت                                              | .lv                                                | .lt                                                         |
| المنطقة الزمنية                                           | ت ع م+02:00، ت ع م+03:00، أوروبا/ريغا ‏             | ت ع م+02:00، ت ع م+03:00، أوروبا/فيلنيوس ‏، توقيت شرق أوروبا |

## مدن متوأمة
في ما يلي قائمة باتفاقيات التوأمة بين مدن لاتفية وليتوانية:
- ترتبط بلدية أوغري مع Kelmė [الإنجليزية]‏ باتفاقية توأمة منذ 2011.[17][17][17][17]
- ترتبط فالكا مع Radviliškis [الإنجليزية]‏ باتفاقية توأمة.
- ترتبط باساكا مع Radviliškis [الإنجليزية]‏ باتفاقية توأمة.
- ترتبط آلوكسني مع Joniškis [الإنجليزية]‏ باتفاقية توأمة.
- ترتبط سالدوس مع مازيكياي باتفاقية توأمة.
- ترتبط سسيس مع روكيسكيس باتفاقية توأمة منذ 2005.
- ترتبط داوغافبيلس مع Panevėžys urban area [الإنجليزية]‏ باتفاقية توأمة منذ 17 ديسمبر 1993.[18][19][18][19]
- ترتبط توكوموس مع Plungė [الإنجليزية]‏ باتفاقية توأمة.
- ترتبط يورمالا مع بالانغا (لتوانيا) باتفاقية توأمة.
- ترتبط ريغا مع كاوناس باتفاقية توأمة منذ 1961.[20][20][20][20]
- ترتبط يلغافا مع شياولياي باتفاقية توأمة منذ 1960.[21][22][21][22]
- ترتبط بلدية لودزا مع روكيسكيس باتفاقية توأمة منذ 30 يونيو 2012.[23][23][23][23]
- ترتبط دوبل مع Joniškis [الإنجليزية]‏ باتفاقية توأمة.
- ترتبط ليفاني مع أوكمرج باتفاقية توأمة.
- ترتبط سيغولدا مع بريناي باتفاقية توأمة.
- ترتبط أوغره مع Kelmė [الإنجليزية]‏ باتفاقية توأمة منذ 2011.[17][17][17][17]
- ترتبط لودزا مع مولتاي [الإنجليزية]‏ باتفاقية توأمة منذ 2 فبراير 2010.[23][23][23][23]
- ترتبط ليبايا مع كلايبيدا باتفاقية توأمة منذ 2005.[24][25][25][25]

## منظمات دولية مشتركة
يشترك البلدان في عضوية مجموعة من المنظمات الدولية، منها:
| علم المنظمة | اسم المنظمة                               | تاريخ انضمام لاتفيا | تاريخ انضمام ليتوانيا |
| ----------- | ----------------------------------------- | ------------------- | --------------------- |
|             | المركز الدولي لتسوية المنازعات الاستشارية | 7 سبتمبر 1997       | 5 أغسطس 1992          |
|             | منظمة الأمن والتعاون في أوروبا            | 10 سبتمبر 1991      | 10 سبتمبر 1991        |
|             | اتفاقية السماوات المفتوحة                 | ?                   | ?                     |
|             | منظمة التعاون الاقتصادي والتنمية          | 16 يونيو 2016       | 5 يوليو 2018          |
|             | الاتحاد الأوروبي                          | 1 مايو 2004         | 1 مايو 2004           |
|             | مركز تنسيق الحركة في أوروبا ‏              | ?                   | ?                     |
|             | حلف شمال الأطلسي                          | 29 مارس 2004        | 29 مارس 2004          |
|             | مجموعة الموردين النوويين                  | ?                   | ?                     |
|             | مؤسسة التنمية الدولية                     | 11 أغسطس 1992       | 23 سبتمبر 2011        |
|             | مؤسسة التمويل الدولية                     | 29 سبتمبر 1993      | 15 يناير 1993         |
|             | الاتحاد البريدي العالمي                   | ?                   | ?                     |
|             | مجلس أوروبا                               | ?                   | ?                     |
|             | البنك الدولي للإنشاء والتعمير             | 11 أغسطس 1992       | 6 يوليو 1992          |
|             | منظمة التجارة العالمية                    | 1999                | ?                     |
|             | منظمة حظر الأسلحة الكيميائية              | ?                   | ?                     |
|             | مجلس البلطيق                              | ?                   | ?                     |
|             | مجلس دول بحر البلطيق                      | ?                   | ?                     |
|             | المنظمة الأوروبية لسلامة الملاحة الجوية   | 2011                | 2006                  |
|             | الأمم المتحدة                             | 17 سبتمبر 1991      | 17 سبتمبر 1991        |
|             | منظمة الشرطة الجنائية الدولية             | ?                   | ?                     |
|             | يونسكو                                    | 9 يوليو 1951        | 7 أكتوبر 1991         |
|             | وكالة ضمان الاستثمار متعدد الأطراف        | 21 أغسطس 1998       | 8 يونيو 1993          |
|             | الاتحاد الدولي للاتصالات                  | 11 ديسمبر 1921      | 1 يوليو 1923          |

## وصلات خارجية
- موقع وزارة الخارجية اللاتفية
- موقع وزارة الخارجية الليتوانية